# 出土木器研究会
出土木器研究会（しゅつどもっきけんきゅうかい）は遺跡から出土した木製品を研究するため、各地で出土した木製品の巡見・検討を行う研究会である。基本的には年に2回程度の研究会を行い、土日の2日間の予定で行う。たまにオプションがついて3日となることがある。

## 概要
参加者は毎回不定であるが、考古学・植物学・保存科学・音楽など様々な分野の研究者が日本各地から集まる。時には韓国の研究者も参加することがある。そして所属・立場に関係なく交流をすることが特徴であるため、初心者でも比較的参加しやすい会となっている。1日目の夜には必ず懇親会が開催され、参加者の親睦がはかられる。保存処理されたものより、水漬けの状態での方が良いため、参加者には整理作業の完了した遺跡のものよりも整理作業中の遺跡の遺物が好まれる。木製品がたくさん出土して困っている現場で開催されるというのが、双方にとって良い状況と言える。